# Matoma

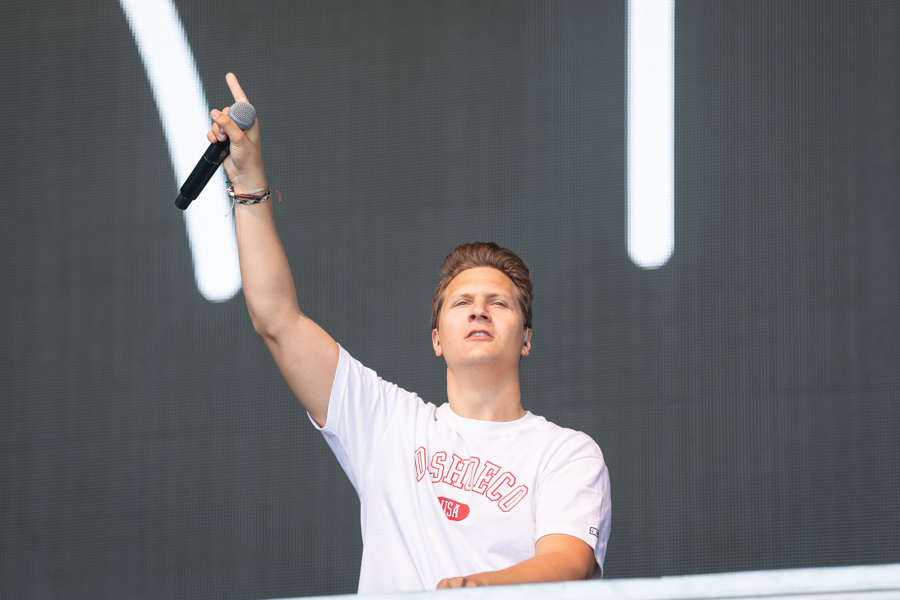
Matoma (2019)

Matoma (* 29. Mai 1991 in Åsnes; bürgerlicher Name Tom Stræte Lagergren) ist ein norwegischer DJ und Musikproduzent von Tropical-House.

## Biografie
Lagergren begann im Kindesalter Klavier zu spielen und gewann einen Wettbewerb, der ihn mit Håvard Gimse und Leif Ove Andsnes spielen ließ. Er wuchs mit dem Spielen vom klassischen Klavier auf, ehe er sich mit Musikbearbeitung am Computer beschäftigte. Bei der Musikbearbeitung bedient sich Matoma Steinbergs Audiosoftware Cubase.
An der technischen-naturwissenschaftlichen Universität Norwegens erhielt er nach dem Studieren von Music Technologie einen Bachelor.
Der mit Tropical-House-Musiker Nelsaan produzierte Remix Free Fallin Tropical Mojito Remix (John Mayer Tribute) wurde an Matomas 23. Geburtstag veröffentlicht.
Nach Erscheinen von Marlon Roudettes When the Beat Drops Out im Juli 2014, beauftragte Universal Germany Matoma zu einem Remix. Marlon Roudette - When The Beat Drops Out (Matoma Tropical Remix) wurde im August 2014 veröffentlicht.
Im Sommer 2014 gab hypem.com, in einem Musik-Blog, Matomas Remix Old Thing Back von One More Chance von The Notorious B.I.G. eine Spitzenbewertung, wodurch diese an internationaler Beachtung gewann. Plattenfirmen, darunter Big Beat Records, wie auch an „Want the Old Thing Back“ beteiligter Musiker Ja Rule, bezeugten ihre Zustimmung. Im März 2015 wurde der Song nachträglich als Single veröffentlicht und hielt Eingang in die Musik-Charts mancher Länder.
Nach Erscheinen von Hedegaards Single Happy Home, einigte sich Matoma mit ihm davon einen Remix zu produzieren. Dieser erschien durch Copenhagen Records im September 2014. Im Oktober wurde Matomas Remix von Eminems Business veröffentlicht. In jenem Monat gab auch Warner Music Norway den von Matoma und Nelsaan zweiten gemeinsamen produzierten Remix von Marit Larsen - I Don’t Want To Talk About It heraus. Im Januar 2015 wurde Matoma’s Remix von MYNGA Feat. Cosmo Klein - Back Home veröffentlicht.
Insgesamt veröffentlichte Matoma mehr als 33 Remixes auf seiner Soundcloud-Seite, darunter neben Single-Veröffentlichungen ein Remix von Enrique Iglesias’ Bailando, das er auf dessen Anfrage erstellte.

## Diskografie

### Studioalben
| Jahr | Titel            | Höchstplatzierung, Gesamtwochen, AuszeichnungChartsChartplatzierungen (Jahr, Titel, Platzierungen, Wochen, Auszeichnungen, Anmerkungen) | Anmerkungen                           |
| Jahr | Titel            | NO | Anmerkungen                           |
| ---- | ---------------- | --- | ------------------------------------- |
| 2015 | Hakuna Matoma    | — | Erstveröffentlichung: 2015            |
| 2018 | One in a Million | NO12 (2 Wo.)NO | Erstveröffentlichung: 24. August 2018 |

### Singles
| Jahr | Titel Album                                            | Höchstplatzierung, Gesamtwochen, AuszeichnungChartplatzierungen (Jahr, Titel, Album, Platzierungen, Wochen, Auszeichnungen, Anmerkungen) | Höchstplatzierung, Gesamtwochen, AuszeichnungChartplatzierungen (Jahr, Titel, Album, Platzierungen, Wochen, Auszeichnungen, Anmerkungen) | Höchstplatzierung, Gesamtwochen, AuszeichnungChartplatzierungen (Jahr, Titel, Album, Platzierungen, Wochen, Auszeichnungen, Anmerkungen) | Höchstplatzierung, Gesamtwochen, AuszeichnungChartplatzierungen (Jahr, Titel, Album, Platzierungen, Wochen, Auszeichnungen, Anmerkungen) | Höchstplatzierung, Gesamtwochen, AuszeichnungChartplatzierungen (Jahr, Titel, Album, Platzierungen, Wochen, Auszeichnungen, Anmerkungen) | Höchstplatzierung, Gesamtwochen, AuszeichnungChartplatzierungen (Jahr, Titel, Album, Platzierungen, Wochen, Auszeichnungen, Anmerkungen) | Anmerkungen                                                                                        |
| Jahr | Titel Album                                            | DE | AT | CH | UK | US | NO | Anmerkungen                                                                                        |
| ---- | ------------------------------------------------------ | --- | --- | --- | --- | --- | --- | -------------------------------------------------------------------------------------------------- |
| 2015 | Old Thing Back Hakuna Matoma                           | — | — | — | UK— GoldUK | US— PlatinUS | NO2 Platin · (21 Wo.)NO | Erstveröffentlichung: 17. Februar 2015 mit The Notorious B.I.G. featuring Ja Rule & Ralph Tresvant |
| 2015 | Try Me Everything is 4                                 | DE39 Gold · (21 Wo.)DE | AT22 (14 Wo.)AT | — | — | — | NO4 ×2Doppelplatin · (17 Wo.)NO | Erstveröffentlichung: 20. Juni 2015 Jason Derulo featuring Jennifer Lopez & Matoma                 |
| 2015 | Feeling Right (Everything Is Nice) –                   | — | — | — | — | — | NO31 Gold · (3 Wo.)NO | Erstveröffentlichung: 16. Oktober 2015 feat. Wale & Popcaan                                        |
| 2015 | Stick Around –                                         | — | — | — | — | — | NO19 Gold · (10 Wo.)NO | Erstveröffentlichung: 20. November 2015 mit Akon                                                   |
| 2015 | Running Out –                                          | — | — | — | — | US— GoldUS | NO7 Platin · (16 Wo.)NO | Erstveröffentlichung: 1. Dezember 2015 mit Astrid S                                                |
| 2016 | Wonderful Life (Mi Oh My) The Angry Birds Movie O.S.T. | — | — | — | — | — | NO26 (7 Wo.)NO | Erstveröffentlichung: 22. April 2016 feat. Leslie Green/Yeng Constantino                           |
| 2016 | False Alarm One in a Million                           | — | — | — | UK28 Platin · (19 Wo.)UK | US— GoldUS | NO3 (17 Wo.)NO | Erstveröffentlichung: 24. Juni 2016 mit Becky Hill                                                 |
| 2016 | All Night Night & Day                                  | DE60 Gold · (12 Wo.)DE | AT55 (8 Wo.)AT | CH63 (13 Wo.)CH | UK24 Platin · (26 Wo.)UK | US— GoldUS | NO13 ×2Doppelplatin · (13 Wo.)NO | Erstveröffentlichung: 14. Oktober 2016 mit The Vamps                                               |
| 2016 | Heart Won’t Forget –                                   | — | — | — | — | — | NO32 (1 Wo.)NO | Erstveröffentlichung: 9. Dezember 2016 mit Gia                                                     |
| 2017 | Girl at Coachella –                                    | — | — | — | — | — | NO38 (2 Wo.)NO | Erstveröffentlichung: 9. März 2017 mit MAGIC! & D.R.A.M.                                           |
| 2017 | Party on the West Coast –                              | — | — | — | — | — | NO16 (12 Wo.)NO | Erstveröffentlichung: 21. Mai 2017 mit Faith Evans & The Notorious B.I.G. feat. Snoop Dogg         |
| 2017 | Staying Up –                                           | — | — | — | UK80 (1 Wo.)UK | — | NO37 (1 Wo.)NO | Erstveröffentlichung: 31. August 2017 mit The Vamps                                                |
| 2017 | Slow One in a Million                                  | — | — | — | — | — | NO30 (3 Wo.)NO | Erstveröffentlichung: 17. November 2017 feat. Noah Cyrus                                           |
| 2020 | The Bender –                                           | — | — | — | — | — | NO33 (1 Wo.)NO | Erstveröffentlichung: 24. April 2020 mit Brando                                                    |
| 2020 | Wow –                                                  | — | — | — | — | — | NO35 Gold · (1 Wo.)NO | Erstveröffentlichung: 23. Oktober 2020 mit Emma Steinbakken                                        |
| 2021 | Never Surrender –                                      | — | — | — | — | — | NO27 (1 Wo.)NO | Erstveröffentlichung: 15. Oktober 2021                                                             |
| 2023 | Barn som deg –                                         | — | — | — | — | — | NO3 Platin · (9 Wo.)NO | Erstveröffentlichung: 19. Dezember 2023 mit Gabrielle; aus Hver gang vi møtes                      |
| 2024 | Liten fuggel –                                         | — | — | — | — | — | NO15 (1 Wo.)NO | Erstveröffentlichung: 5. Januar 2024 mit Jonas Benyoub; aus Hver gang vi møtes                     |
| 2024 | Jeg får være som jeg er –                              | — | — | — | — | — | NO20 (3 Wo.)NO | Erstveröffentlichung: 26. Januar 2024 mit Beathoven; aus Hver gang vi møtes                        |
| 2024 | Samurai Swords –                                       | — | — | — | — | — | NO12 Gold · (3 Wo.)NO | Erstveröffentlichung: 9. Februar 2024 mit Miriam Bryant; aus Hver gang vi møtes                    |

Weitere Singles
- 2015: The Wave (feat. Madcon)
- 2015: Love You Right (feat. Nico & Vinz)
- 2015: Knives (mit Frenship)
- 2015: Find Love (feat. DBoy)
- 2016: Paradise (mit Sean Paul feat. KStewart)
- 2016: Take Me Back (mit Christopher)
- 2018: Lonely (feat. MΛX)
- 2018: I Don’t Dance (Without You) (mit Enrique Iglesias feat. Konshens)
- 2018: Sunday Morning (feat. Josie Dunne)
- 2019: When You Leave (mit Nikki Vianna)
- 2019: Bruised Not Broken (feat. MNEK & Kiana Ledé)
- 2019: All Around the World (feat. Bryn Christopher)
- 2019: Higher (mit Ally Brooke)
- 2019: Keep It Simple (mit Petey feat. Wilder Woods)
- 2022: Take Me to the Sunshine (mit Super-Hi feat. Bullysongs)
- 2022: Heart So Big (mit Arizona)
- 2023: Easy To Love (mit Armin van Buuren & Teddy Swims)
- 2023: Work It Out (mit Bava)

### Remixe
| Jahr | Titel Interpretation | Höchstplatzierung, Gesamtwochen, AuszeichnungChartsChartplatzierungen (Jahr, Titel, Interpretation, Platzierungen, Wochen, Auszeichnungen, Anmerkungen) | Anmerkungen                        |
| Jahr | Titel Interpretation | NO | Anmerkungen                        |
| ---- | -------------------- | --- | ---------------------------------- |
| 2015 | 2AM Astrid S         | NO13 (14 Wo.)NO | Erstveröffentlichung: 12. Mai 2015 |

Weitere Remixe
- 2014: Akon feat. Bone Thugs-N-Harmony – I Tried vs. The Notorious B.I.G – Can I Get Witcha
- 2014: Jessie J – Domino
- 2014: James Vincent McMorrow – Higher Love
- 2014: Axwell feat. Max C – I Found U
- 2014: John Mayer – Free Fallin’ (Matoma & Nelsaan Tropical Mojito Remix)
- 2014: Marlon Roudette – When the Beat Drops Out (Matoma Tropical Remix)
- 2014: Truls – The Next
- 2014: Eminem – Business
- 2014: Marit Larsen – I Don’t Want To Talk About It (Nelsaan & Matoma Remix)
- 2014: Coucheron feat. Estside & Mayer Hawthorne – Deep End
- 2015: MYNGA feat. Cosmo Klein – Back Home
- 2015: Tegan and Sara – I Can’t Take It
- 2015: Enrique Iglesias feat. Sean Paul – Bailando (English Version)
- 2015: Felix Jaehn feat. Freddy Verano & Linying – Shine
- 2015: Family Force 5 – This Is My Year
- 2015: Hedegaard – Happy Home
- 2015: Madcon feat. Ray Dalton – Don’t Worry
- 2015: One Direction – Perfect
- 2015: Coldplay – Adventure of a Lifetime
- 2016: Dua Lipa – Hotter than Hell
- 2017: Clean Bandit feat. Julia Michaels – I Miss You
- 2018: Steve Aoki feat. Lil Yachty & AJR – Pretender

## Auszeichnungen für Musikverkäufe
| Goldene Schallplatte - Australien - 2017: für die Single All Night - Dänemark - 2017: für die Single Take me Back - Italien - 2017: für die Single Old Thing Back - 2017: für die Single False Alarm - Kanada - 2015: für die Single Old Thing Back - 2020: für die Single Running Out - Neuseeland - 2016: für die Single Try Me - 2019: für die Single False Alarm - Schweden - 2017: für die Single All Night - 2017: für die Single 2AM (Remix) | Platin-Schallplatte - Brasilien - 2024: für die Single All Night - Dänemark - 2015: für die Single Old Thing Back - 2015: für die Single Try Me - 2020: für die Single All Night - Italien - 2017: für die Single All Night - Schweden - 2015: für die Single Old Thing Back - 2015: für die Single Try Me - 2016: für die Single Running Out 3× Platin-Schallplatte - Irland - 2018: für die Single All Night - Neuseeland - 2023: für die Single Old Thing Back - 2024: für die Single All Night |

Anmerkung: Auszeichnungen in Ländern aus den Charttabellen bzw. Chartboxen sind in ebendiesen zu finden.
| Land/RegionAuszeichnungen für Musikverkäufe (Land/Region, Auszeichnungen, Verkäufe, Quellen) | Gold       | Platin       | Verkäufe  | Quellen              |
| -------------------------------------------------------------------------------------------- | ---------- | ------------ | --------- | -------------------- |
| Australien (ARIA)                                                                            | Gold1      | —            | 35.000    | aria.com.au          |
| Brasilien (PMB)                                                                              | —          | Platin1      | 60.000    | pro-musicabr.org.br  |
| Dänemark (IFPI)                                                                              | Gold1      | 3× Platin3   | 225.000   | ifpi.dk              |
| Deutschland (BVMI)                                                                           | 2× Gold2   | —            | 400.000   | musikindustrie.de    |
| Irland (IRMA)                                                                                | —          | 3× Platin3   | 45.000    | Einzelnachweise      |
| Italien (FIMI)                                                                               | 2× Gold2   | Platin1      | 100.000   | fimi.it              |
| Kanada (MC)                                                                                  | 2× Gold2   | —            | 80.000    | musiccanada.com      |
| Neuseeland (RMNZ)                                                                            | 2× Gold2   | 6× Platin6   | 202.500   | radioscope.co.nz     |
| Norwegen (IFPI)                                                                              | 4× Gold4   | 7× Platin7   | 310.000   | ifpi.no              |
| Schweden (IFPI)                                                                              | 2× Gold2   | 3× Platin3   | 160.000   | sverigetopplistan.se |
| Vereinigte Staaten (RIAA)                                                                    | 3× Gold3   | Platin1      | 2.500.000 | riaa.com             |
| Vereinigtes Königreich (BPI)                                                                 | Gold1      | 2× Platin2   | 1.600.000 | bpi.co.uk            |
| Insgesamt                                                                                    | 20× Gold20 | 27× Platin27 |           |                      |